# Collegio di Shrewsbury
Shrewsbury è un collegio elettorale inglese situato nello Shropshire, nelle Midlands Occidentali, rappresentato alla Camera dei comuni del Parlamento del Regno Unito. Elegge un membro del parlamento con il sistema first-past-the-post, ossia maggioritario a turno unico; l'attuale parlamentare è Julia Buckley del Partito Laburista, che rappresenta il collegio dal 2024.

## Estensione
- 1918-1950: il borgo di Shrewsbury ed i distretti rurali di Atcham e Chirbury.
- 1950–1983: il borgo di Shrewsbury ed il distretto rurale di Atcham.
- dal 2024: le divisioni elettorali della contea dello Shropshire di Abbey; Bagley; Battlefield; Bayston Hill, Column and Sutton; Belle Vue; Bowbrook; Castlefields and Ditherington; Copthorne; Harlescott; Longden; Loton; Meole; Monkmoor; Porthill; Quarry and Coton Hill; Radbrook; Rea Valley; Sundorne; Tern e Underdale.[1]

## Storia
Shrewsbury venne istituito nel 1290 come borgo parlamentare, eleggendo due membri della Camera dei comuni d'Inghilterra fino al 1707, poi della Camera dei comuni di Gran Bretagna dal 1707 al 1800, e in seguito alla Camera dei comuni del Regno Unito dal 1801 al 1885.
Tra i deputati più noti vi furono Sir Philip Sidney nel 1581, Robert Clive (conosciuto come "Clive d'India") dal 1761 alla sua morte nel 1774, e Benjamin Disraeli, in seguito Primo ministro del Regno Unito, dal 1841 al 1847. Il diritto di elezione era assegnato ai borghesi residenti; dal 1722 il numero di elettori crebbe oltre i 1300, ma il parlamento ridusse in seguito il numero escludendo alcune parti di Shrewsbury dal borgo parlamentare.
Con il Redistribution of Seats Act 1885 la rappresentanza venne ridotta ad un deputato; il borgo parlamentare venne abolito a partire dalle elezioni del 1918, e venne trasformato in un collegio di contea. Nel 1983 l collegio venne rinominato in Shrewsbury and Atcham, ma continuò ad avere gli stessi confini del periodo 1974-1983.

## Membri del parlamento dal 1885
| Elezione | Elezione            | Deputato              | Partito               |
| -------- | ------------------- | --------------------- | --------------------- |
|          | 1885                | James Watson          | Conservatore          |
| 1892     | Henry David Greene  |                       | Conservatore          |
| 1906     | Clement Lloyd Hill  |                       | Conservatore          |
| 1913 (S) | George Butler Lloyd |                       | Conservatore          |
| 1922     | Dudley Ryder        |                       | Conservatore          |
|          | 1923                | Joseph Sunlight       | Liberale              |
|          | 1924                | Dudley Ryder          | Conservatore          |
| 1929     | Arthur Duckworth    |                       | Conservatore          |
| 1945     | John Langford-Holt  |                       | Conservatore          |
|          | 1983                | Collegio abolito      | Collegio abolito      |
|          | 2024                | Collegio ri-istituito | Collegio ri-istituito |
|          | 2024                | Julia Buckley         | Laburista             |

## Elezioni

### Elezioni negli anni 2020
| Partito                    | Partito                                      | Candidato                  | Risultati 4 luglio 2024 | Risultati 4 luglio 2024 |
| Partito                    | Partito                                      | Candidato                  | Voti                    | %                       |
| -------------------------- | -------------------------------------------- | -------------------------- | ----------------------- | ----------------------- |
|                            | Laburista                                    | Julia Buckley              | 22 932                  | 44,48                   |
|                            | Conservatore                                 | Daniel Kawczynski          | 11 577                  | 22,45                   |
|                            | Reform UK                                    | Victor Applegate           | 7 524                   | 14,59                   |
|                            | Lib Dem                                      | Alex Wagner                | 6 722                   | 13,04                   |
|                            | Verdi                                        | Julian Dean                | 2 387                   | 4,63                    |
|                            | Democratici Inglesi                          | Chris Bovill               | 241                     | 0,47                    |
|                            | Indipendente                                 | James Gollins              | 177                     | 0,34                    |
|                            |                                              |                            |                         |                         |
| Iscritti                   | Iscritti                                     | Iscritti                   | 76 599                  | 100,00                  |
| ↳ Votanti (% su iscritti)  | ↳ Votanti (% su iscritti)                    | ↳ Votanti (% su iscritti)  | 51 765                  | 67,58                   |
| ↳ Astenuti (% su iscritti) | ↳ Astenuti (% su iscritti)                   | ↳ Astenuti (% su iscritti) | 24 834                  | 32,42                   |
|                            |                                              |                            |                         |                         |
|                            | Esito: collegio a Laburista (nuovo collegio) |                            |                         |                         |